# Тагажмозеро
Тагажмозеро — пресноводное озеро на территории Анхимовского сельского поселения Вытегорского района Вологодской области.

## Физико-географическая характеристика
Площадь озера — 0,7 км². Располагается на высоте 163,1 метров над уровнем моря.
Форма озера подковообразная. Берега каменисто-песчаные, преимущественно заболоченные.
С южной стороны озера вытекает безымянный водоток, впадающий в Гавдозеро, из которого вытекает Гавдручей, впадающий в Магручей, который, в свою очередь, впадает с левого берега в реку Тагажму. Последняя является притоком реки Вытегры, впадающей в Онежское озеро.
В озере расположено не менее четырёх небольших безымянных островов, рассредоточенных по всей площади водоёма.
Населённые пункты и автодороги вблизи водоёма отсутствуют. На восточном берегу расположено одноимённое урочище на месте опустевшей деревни.
Код объекта в государственном водном реестре — 01040100511102000019938.